# Edurne

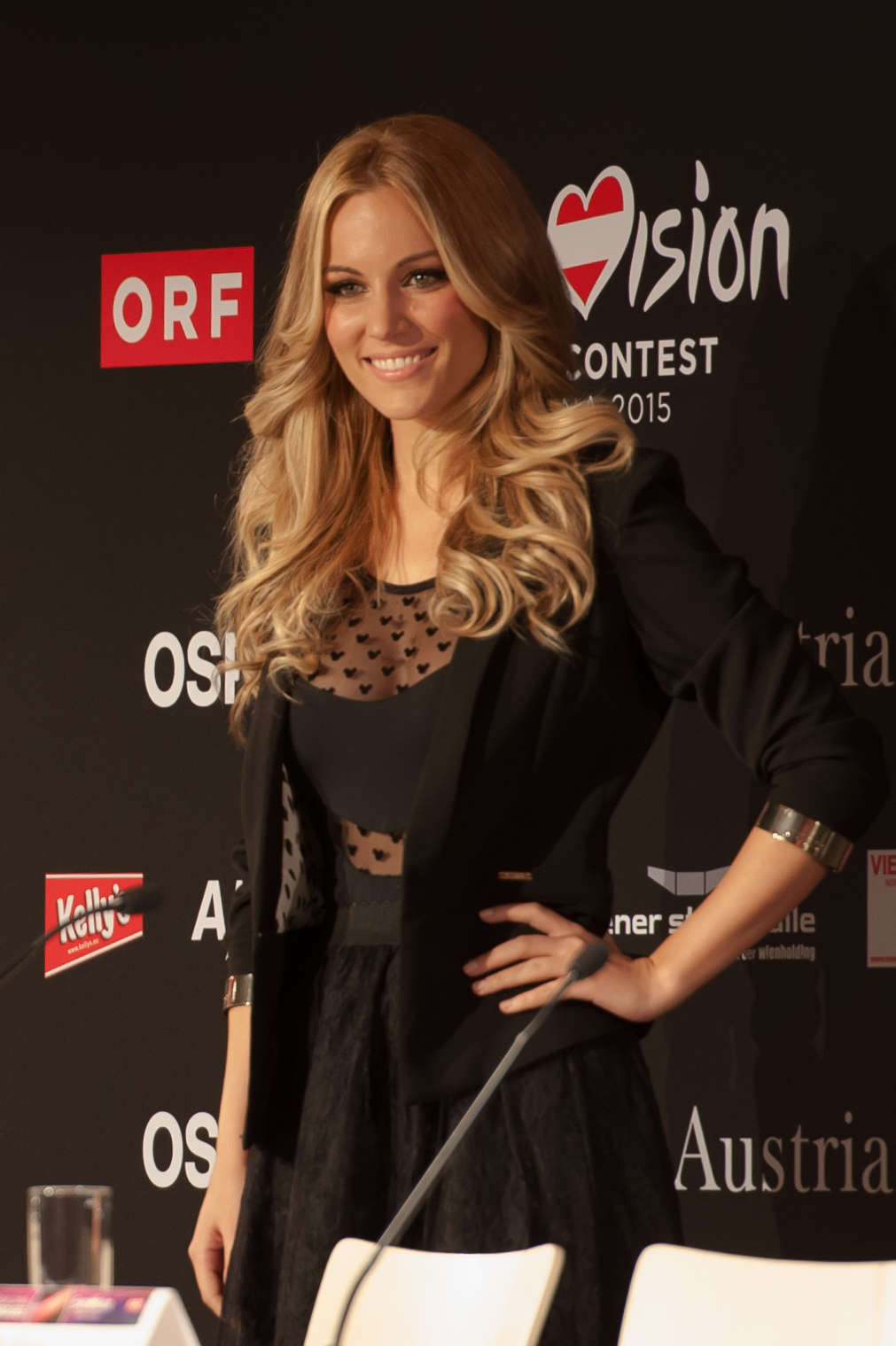
Edurne (2015)

Edurne García Almagro (* 22. Dezember 1985 in Madrid) ist eine spanische Popsängerin, Schauspielerin und Moderatorin.

## Werdegang
Edurne wurde im Herbst 2005 durch die spanische Casting-Show Operación Triunfo auf dem Sender Telecinco bekannt. 2015 vertrat sie ihr Heimatland beim 60. Eurovision Song Contest in Wien mit ihrem Song Amanecer, der u. a. auch von Thomas G:son komponiert wurde, und landete mit 15 Punkten auf dem 21. Platz.

## Persönliches
Sie ist mit dem spanischen Fußballtorwart David de Gea liiert.

## Diskografie

### Alben
| Jahr | Titel      | Höchstplatzierung, Gesamtwochen, AuszeichnungChartsChartplatzierungen (Jahr, Titel, Platzierungen, Wochen, Auszeichnungen, Anmerkungen) | Anmerkungen                           |
| Jahr | Titel      | ES | Anmerkungen                           |
| ---- | ---------- | --- | ------------------------------------- |
| 2006 | Edurne     | ES3 Gold · (24 Wo.)ES | Erstveröffentlichung: 26. März 2006   |
| 2007 | Ilusión    | ES13 (11 Wo.)ES | Erstveröffentlichung: 19. Juni 2007   |
| 2008 | Première   | ES39 (2 Wo.)ES | Erstveröffentlichung: 4. Juni 2008    |
| 2010 | Nueva piel | ES16 (4 Wo.)ES | Erstveröffentlichung: 23. März 2010   |
| 2013 | Climax     | ES22 (2 Wo.)ES |                                       |
| 2015 | Adrenalina | ES6 (13 Wo.)ES | Erstveröffentlichung: 16. Mai 2015    |
| 2020 | Catarsis   | ES2 (12 Wo.)ES | Erstveröffentlichung: 12. Juni 2020   |
| 2024 | Éxtasis    | ES1 (… Wo.)ES | Erstveröffentlichung: 30. August 2024 |

### Singles
| Jahr | Titel Album         | Höchstplatzierung, Gesamtwochen, AuszeichnungChartsChartplatzierungen (Jahr, Titel, Album, Platzierungen, Wochen, Auszeichnungen, Anmerkungen) | Anmerkungen |
| Jahr | Titel Album         | ES | Anmerkungen |
| ---- | ------------------- | --- | ----------- |
| 2006 | Despierta Edurne    | ES5 (3 Wo.)ES |             |
| 2015 | Amanecer Adrenalina | ES3 (7 Wo.)ES |             |